# Josef Hamberger (Boxer)
Josef Hamberger (* 20. Juli 1930; † 28. August 1988) war ein österreichischer Boxer.
Hamberger wurde 1952 Österreichischer Meister im Halbmittelgewicht. Er war Mitglied der österreichischen Mannschaft bei den Olympischen Sommerspielen 1952 in Helsinki. Nach einem Sieg gegen den Saarländer Willi Rammo in der ersten Runde unterlag er in der zweiten Runde dem Argentinier Eladio Herrera und belegte im Endklassement Rang 9. National trat Hamberger für den Boxclub Guter Nachbar Linz an.